# 樟茶鴨

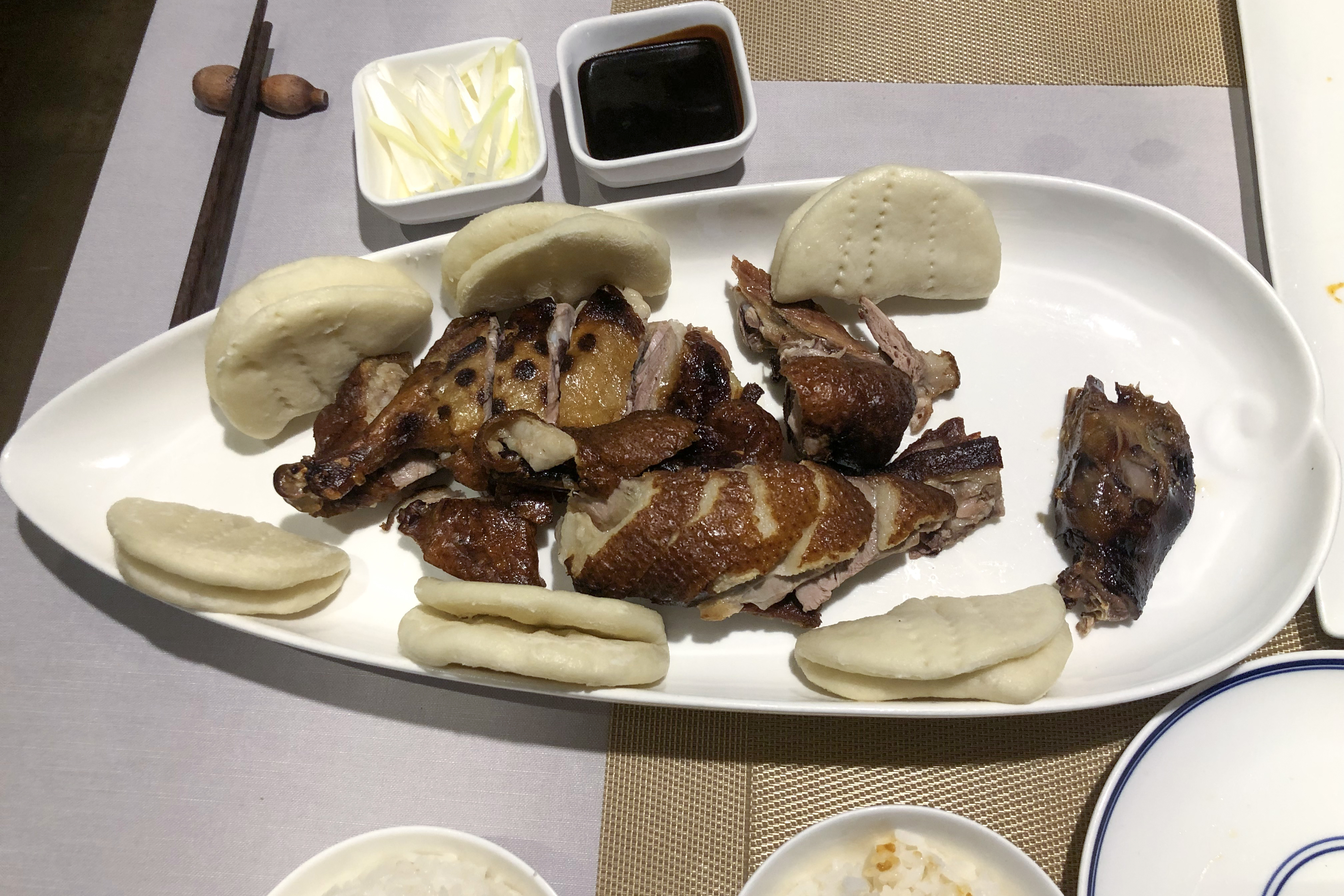
樟茶鴨と半月型の白い蒸しパン（北京市）

樟茶鴨（チャンチャーヤー）は、代表的な四川料理の1つ。鴨をスモークした料理で、四川ダック、四川スモーキーダックとも呼ばれる成都市の名物料理。
西太后が好んだとされる料理の1つ。クスノキと茶葉で燻した鴨である。